# 구봉산 (전북)
구봉산(九峰山)은 전북특별자치도 진안군에 있는 높이 1,004m의 산이다.

## 같이 보기
- 한국의 산